# Fabián Espinel
Espinel  Báez est un nom espagnol. Le premier nom de famille, en général paternel, est Espinel ; le second, en général maternel, souvent omis, est Báez.
Erin Fabián Espinel Báez, né le 29 juillet 2000,, est un coureur cycliste colombien. Il participe à des compétitions sur route et sur piste.

## Biographie
Lors de la saison 2021, il crée la surprise en devenant champion de Colombie du scratch, devant les principaux favoris. 

## Palmarès sur route
- 2022
  - Prologue de la Clásica Ciudad de Soacha
- 2024
  - Prologue de la Clásica de Aguazul

## Palmarès sur piste

### Championnats nationaux
- Cali 2021
  -  Médaillé d'or du scratch
- Cali 2022
  -  Médaillé de bronze de la poursuite par équipes
- Medellín 2023
  -  Médaillé de bronze de la poursuite par équipes